# Sagenocrinida
Ordre
Les Sagenocrinida sont un ordre fossile de crinoïdes de la sous-classe des Flexibilia.

## Liste des sous-taxons
Selon BioLib (24 juillet 2025) :
- super-famille des Icthyocrinoidea †
  - famille des Icthyocrinidae Angelin, 1878 †
- super-famille des Lecanocrinoidea Webster, 2006 †
  - famille des Calycocrinidae Moore & Strimple, 1973 †
  - famille des Gaulocrinidae Moore & Strimple, 1973 †
  - famille des Lecanocrinidae Springer, 1913 †
  - famille des Mespilocrinidae Jaekel, 1918 †
  - famille des Nipterocrinidae Jaekel, 1918 †
  - famille des Paleoholopodidae Wanner, 1916 †
  - famille des Prophyllocrinidae Moore & Strimple, 1973 †
- super-famille des Sagenocrinoidea Roemer, 1854 †
  - famille des Dactylocrinidae Bather, 1899 †
  - famille des Euryocrinidae Moore & Strimple, 1973 †
  - famille des Homalocrinidae Angelin, 1878 †
  - famille des Sagenocrinitidae Roemer, 1854 †

## Systématique
L'ordre des Sagenocrinida a été créé en 1913 par le paléontologue et avocat américain Frank Springer (d) (1848–1927) initialement comme étant un sous-ordre des Flexibilia sous le taxon Sagenocrinoidea.

### Publication originale
- (en) Frank Springer, « Crinoida », dans Charles R. Eastman et Karl Alfred von Zittel, Text-book of Paleontology, vol. 1, Londres, New-York, Macmillan & Co, 1913, 839 p. (lire en ligne), p. 173-243.